# كيدرتون
كيدرتون (بالإنجليزية: Cedartown, Georgia)‏ هي مدينة تقع في مقاطعة بولك، جورجيا بولاية جورجيا في الولايات المتحدة. تبلغ مساحة هذه المدينة 17.8 (كم²)، وترتفع عن سطح البحر م، بلغ عدد سكانها 9750 نسمة في عام 2010 حسب إحصاء مكتب تعداد الولايات المتحدة.

## التركيبة السكانية
حدّد مكتب تعداد الولايات المتحدة بيانات التركيبة السكانية لكيدرتون في تعداد الولايات المتحدة. في ما يلي، التركيبة السكانية حسب تعدادي 2000 و2010.

### تعداد عام 2000
بلغ عدد سكان كيدرتون 9,470 نسمة بحسب تعداد عام 2000، وبلغ عدد الأسر 3,370 أسرة وعدد العائلات 2,236 عائلة مقيمة في المدينة. في حين سجلت الكثافة السكانية 399.2 نسمة لكل كيلومتر مربع (1,033.9/ميل2). وبلغ عدد الوحدات السكنية 3,642 وحدة بمتوسط كثافة قدره 153.5 لكل كيلومتر مربع (397.6/ميل2).
وتوزع التركيب العرقي للمدينة بنسبة 63.37% من البيض و20.20% من الأمريكيين الأفارقة و0.21% من الأمريكيين الأصليين و0.37% من الأمريكيين ذوي الأصول الآسيوية و0.12% من سكان جزر المحيط الهادئ و14.13% من الأعراق الأخرى و1.61% من عرقين مختلطين أو أكثر و22.62% من الهسبانيون أو اللاتينيون من أي عرق.
بلغ عدد الأسر 3,370 أسرة كانت نسبة 35.5% منها لديها أطفال تحت سن الثامنة عشر تعيش معهم، وبلغت نسبة الأزواج القاطنين مع بعضهم البعض 43.1% من أصل المجموع الكلي للأسر، ونسبة 17.6% من الأسر كان لديها معيلات من الإناث دون وجود شريك، بينما كانت نسبة 5.6% من الأسر لديها معيلون من الذكور دون وجود شريكة وكانت نسبة 33.6% من غير العائلات. تألفت نسبة 29.5% من أصل جميع الأسر من عدة أفراد يعيشون في نفس المنزل ونسبة 15.2% كانت تتألف من شخص يعيش بمفرده يبلغ من العمر 65 عاماً أو أكثر. وبلغ متوسط حجم الأسرة المعيشية 2.65، أما متوسط حجم العائلات فبلغ 3.18.
بلغ العمر الوسطي للسكان 32.4 عاماً. وكانت نسبة 24.6% من القاطنين تحت سن الثامنة عشر، وكانت نسبة 12.3% بين الثامنة عشر والرابعة والعشرين عاماً، ونسبة 25.5% كانت واقعةً في الفئة العمرية ما بين الخامسة والعشرين والرابعة والأربعين عاماً، ونسبة 17.6% كانت ما بين الخامسة والأربعين والرابعة والستين، ونسبة 14.3% كانت ضمن فئة الخامسة والستين عاماً فما فوق. يوجد لكل 100 أنثى 99.6 ذكر، ويوجد لكل 100 أنثى في الثامنة عشر من عمرها فما فوق 95.9 ذكر.
بلغ متوسط دخل الأسرة في المدينة 24,562 دولارًا، أما متوسط دخل العائلة فبلغ 28,119 دولارًا. وكان متوسط دخل الذكور 25,295 دولارًا مقابل 20,711 دولارًا للإناث. وسجل دخل الفرد الخاص بالمدينة 12,251 دولارًا. وكانت نسبة 20.3% من العائلات ونسبة 24.3% من السكان تحت خط الفقر، وكان من هؤلاء نسبة 29.5% تحت سن الثامنة عشر ونسبة 15.3% في الخامسة والستين من العمر وما فوق.

## معرض صور

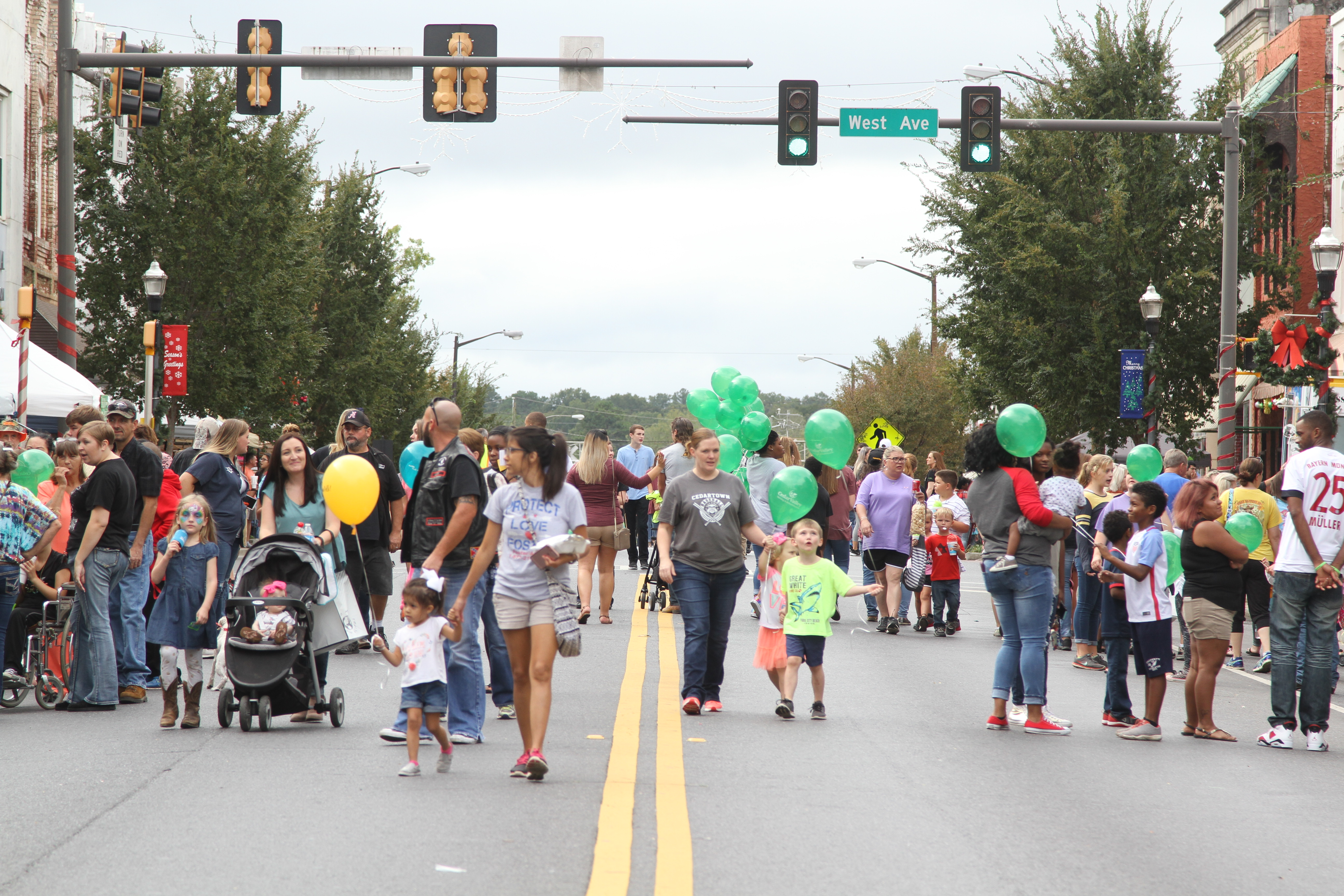
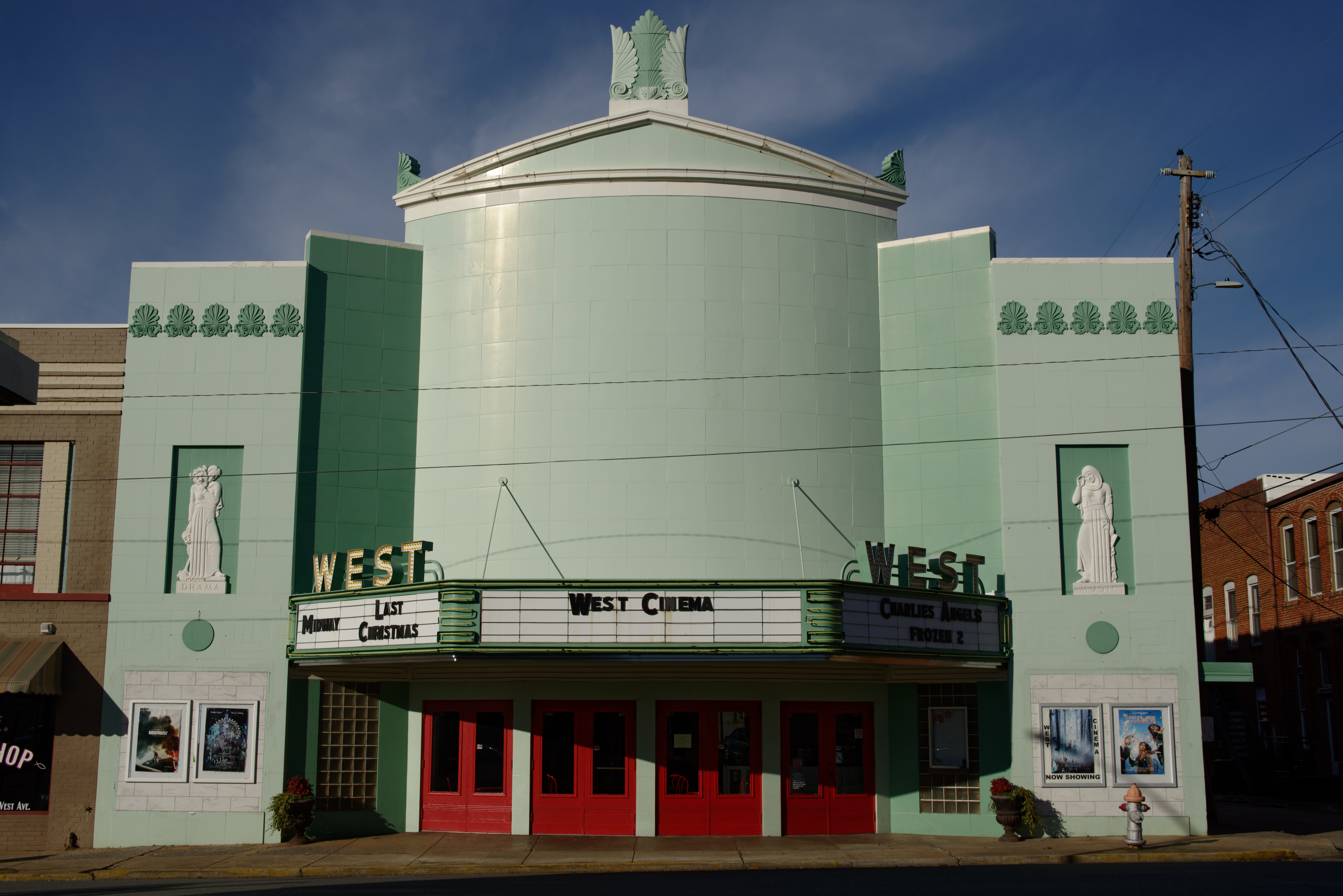
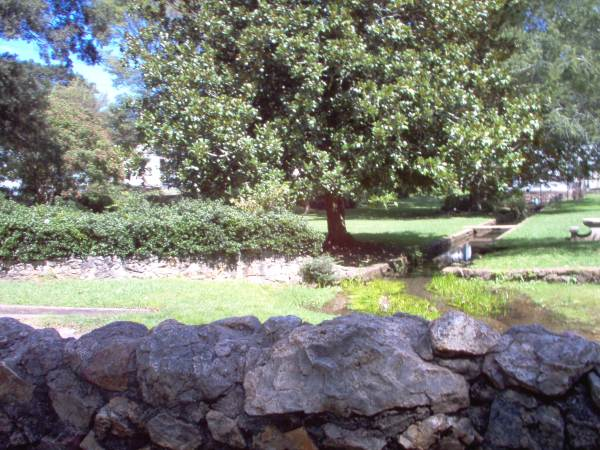
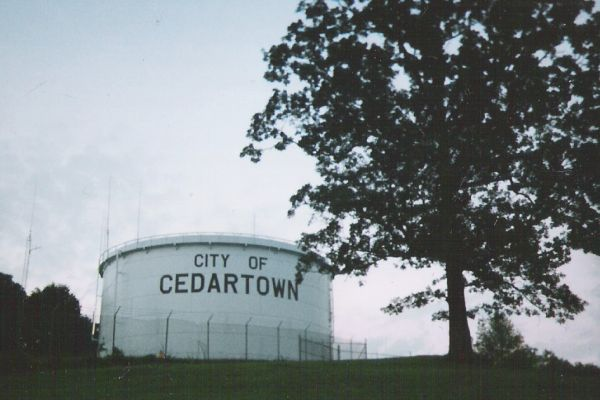

### تعداد عام 2010
بلغ عدد سكان كيدرتون 9,750 نسمة بحسب تعداد عام 2010، وبلغ عدد الأسر 3,389 أسرة وعدد العائلات 2,184 عائلة مقيمة في المدينة. في حين سجلت الكثافة السكانية 411 نسمة لكل كيلومتر مربع (1,064.5/ميل2). وبلغ عدد الوحدات السكنية 3,899 وحدة بمتوسط كثافة قدره 164.4 لكل كيلومتر مربع (425.8/ميل2).
وتوزع التركيب العرقي للمدينة بنسبة 56.53% من البيض و18.76% من الأمريكيين الأفارقة و0.45% من الأمريكيين الأصليين و1.01% من الأمريكيين ذوي الأصول الآسيوية و0.24% من سكان جزر المحيط الهادئ و20.76% من الأعراق الأخرى و2.26% من عرقين مختلطين أو أكثر و31.04% من الهسبانيون أو اللاتينيون من أي عرق.
بلغ عدد الأسر 3,389 أسرة كانت نسبة 38.9% منها لديها أطفال تحت سن الثامنة عشر تعيش معهم، وبلغت نسبة الأزواج القاطنين مع بعضهم البعض 39% من أصل المجموع الكلي للأسر، ونسبة 18.6% من الأسر كان لديها معيلات من الإناث دون وجود شريك، بينما كانت نسبة 6.8% من الأسر لديها معيلون من الذكور دون وجود شريكة وكانت نسبة 35.6% من غير العائلات. تألفت نسبة 30.8% من أصل جميع الأسر من عدة أفراد يعيشون في نفس المنزل ونسبة 15.3% كانت تتألف من شخص يعيش بمفرده يبلغ من العمر 65 عاماً أو أكثر. وبلغ متوسط حجم الأسرة المعيشية 2.77، أما متوسط حجم العائلات فبلغ 3.47.
بلغ العمر الوسطي للسكان 30.9 عاماً. وكانت نسبة 29.4% من القاطنين تحت سن الثامنة عشر، وكانت نسبة 10.9% بين الثامنة عشر والرابعة والعشرين عاماً، ونسبة 26.1% كانت واقعةً في الفئة العمرية ما بين الخامسة والعشرين والرابعة والأربعين عاماً، ونسبة 18.8% كانت ما بين الخامسة والأربعين والرابعة والستين، ونسبة 14.7% كانت ضمن فئة الخامسة والستين عاماً فما فوق. وتوزع التركيب الجنسي للسكان بنسبة 49.1% ذكور و50.9% إناث.

## أعلام
- إدغار شاندلير
- براد غلين
- راي بيك
- دوغ ساندرز
- فيل دوغلاس
- أيفي لي

## وصلات خارجية
- cedartowngeorgia.gov
- Cities & Counties - Georgia.gov